# Opera pia
Jako opera pia se v Itálii označuje asistenční, charitativní anebo dobročinná instituce
Taková dobročinná organizace zejména pomáhá nemajetným, ve zdraví i v nemoci, při jejich vzdělání, k získání schopností pro výkon povolání, osvojení některého řemesla či umělecké činnosti nebo pomáhá jakýmkoli jiným způsobem..